# Smith & Wesson 27
La Smith&Wesson (S&W) Model 27 fu la prima rivoltella a incamerare la cartuccia .357 Magnum, e fu prodotta per la prima volta nel 1935. La produzione cessò negli anni novanta, per riprendere nel 2010, anno del 75º anniversario del calibro .357 Magnum, con i modelli 27 e 27 Anniversary. La M27 è costruita sul castello in acciaio carbonio N (grande), ed è disponibile in varie lunghezze di canna, 102, 153, 214, 270 mm, e le mire sono aggiustabili.

## Storia
All'inizio, nel 1935, fu chiamata .357 Magnum Registered Model. Era praticamente un revolver da costruire su ordinazione, non da produzione. Le canne erano disponibili in incrementi di quarto di pollice (circa 6,5 mm), da 87,5 mm a 218,75 mm. In più potevano essere messi diversi tipi di impugnature, mirini anteriori, grilletti, cani e finiture. Ogni Registered Model veniva con il proprio certificato di autenticità.
Anche se la Registered Model fu introdotta in mezzo alla Grande depressione, e pur essendo molto costosa, la Smith & Wesson si trovò piena di ordinazioni per i quattro anni che la produsse. Il Dipartimento di Polizia di Kansas City l'adottò come arma d'ordinanza dei suoi agenti, come molti altri in tutti gli Stati Uniti. Nel 1939 la Smith & Wesson smise di produrre la Registered Model, che fu sostituita dalla .357 Magnum, con canne da 87,5 mm, 125 mm, 162,5 mm e 218,75 mm. È stato raccolto che queste erano le misure preferite della Registered Model. In pratica la .357 Magnum era sempre la Registered Model, ma standardizzata per facilitarne la produzione.
La Model 27 era conosciuta per la sua robustezza ed affidabilità. La canna da 87,5 mm era estremamente popolare con gli agenti della FBI dagli anni quaranta agli anni sessanta. Skeeter Skelton, un agente ed esperto d'armi considerava la Model 27 con canna da 125 la miglior pistola, tutto considerato. il generale George Smith Patton portava un revolver Model 27 con una canna da 87,5 mm ed impugnatura in avorio (insieme alla sua Colt Peacemaker con impugnatura d'avorio); Patton chiamava la Model 27 la sua "killing gun", ovvero "pistola da uccisione".
La Smith&Wesson costruì anche una serie di revolver, sempre in .357, sui castelli medi K e L, cioè la Smith & Wesson 19, la Smith & Wesson 66 e la Smith & Wesson 686. Durante i tardi anni novanta, la S&W sviluppò alcuni revolver in .357 Magnum sul castello J (piccolo), come la Smith & Wesson 640.
Una variante alla Model 27 fu introdotta nei tardi anni novanta, con un tamburo da otto colpi ed una finitura in acciaio inox, è la Smith & Wesson Model 627, secondo la consuetudine della S&W di nominare i modelli in inox con un 6 davanti al numero del modello (vedi Smith & Wesson 629).
La Smith & Wesson M27 è caratterizzata dalla sua particolare zigrinatura nella parte superiore (processo di lavorazione che viene normalmente effettuato su armi da tiro o di un certo pregio per ridurre i riflessi di luce lungo la linea di mira dell'arma), infatti oggi, anche in merito a questa raffinata lavorazione che, è un pezzo molto ambito da parte di collezionisti, i pezzi di maggior valore sono quelli prodotti prima degli anni '80, che si distinguono per avere la canna spinata al fusto ed il tamburo con una particolare fresatura ad ogni camera atta a contenere il fondello della cartuccia.
Esiste anche la M28 meglio conosciuta come "Patrolman" (perché adottata all'epoca dalla C.H.P.), simile alla M27 ma con di minor valore collezionistico.